# Typhloesus wellsi
Il tifloeso (Typhloesus wellsi) è un enigmatico animale estinto, vissuto nel Carbonifero medio (circa 300 milioni di anni fa). I suoi resti fossili sono stati ritrovati nel lagerstätte di Bear Gulch, in Montana.

## Descrizione
La forma di questo animale lungo circa sette centimetri richiamava stranamente quella di un sottomarino: il corpo era allungato e affusolato, con una parte anteriore smussata e sprovvista di una qualunque struttura riconoscibile. Un'ampia pinna posteriore costituiva la coda, e veniva usata dall'animale per spostarsi attraverso l'acqua. La caratteristica più saliente del tifloeso era però costituita dal voluminoso intestino cieco (il nome Typhloesus deriva dal greco e significa più o meno “intestino cieco”). Sul corpo non erano presenti altre strutture degne di nota, e quella che potrebbe essere indicata come la testa era sprovvista di occhi (almeno sul fossile rinvenuto).

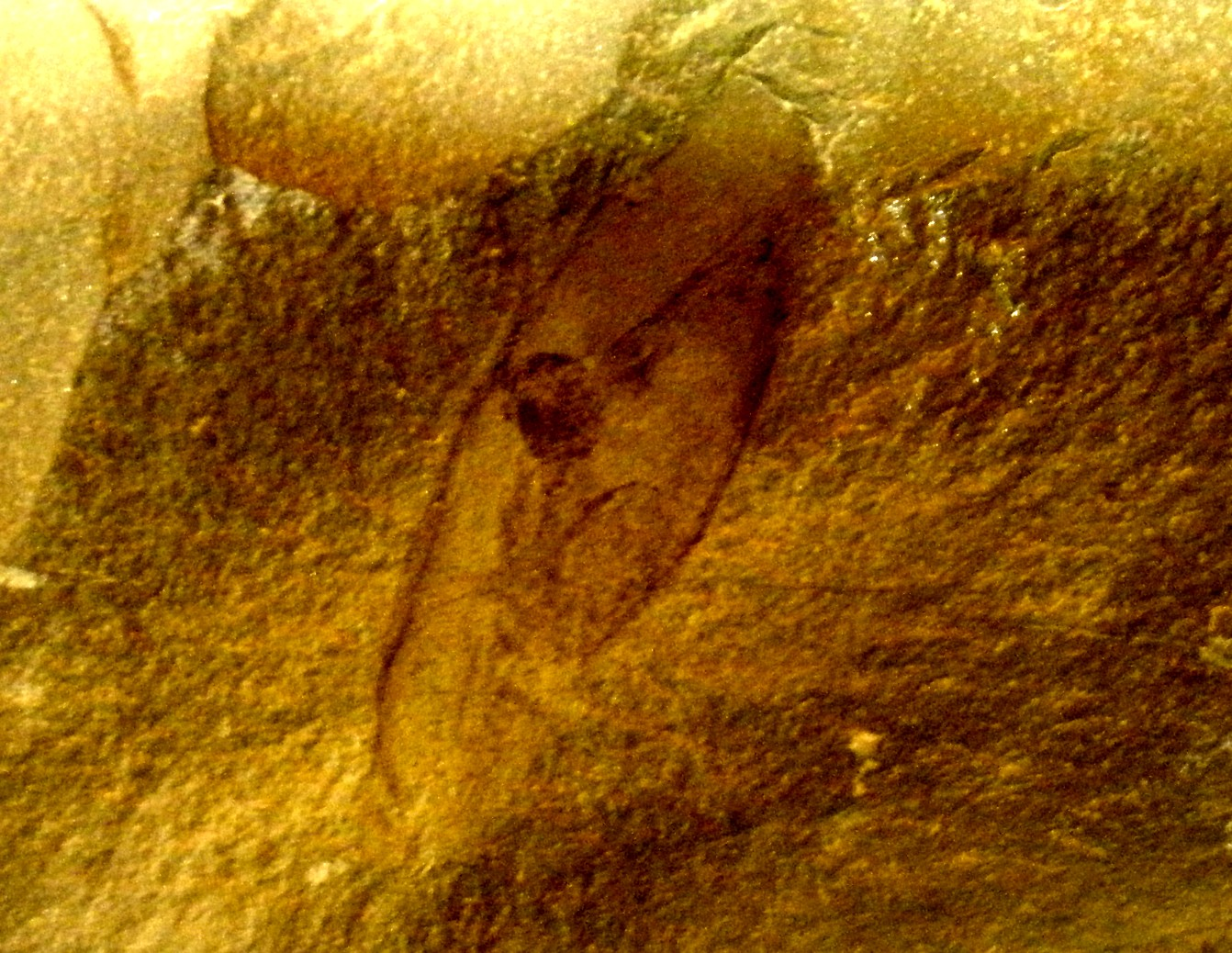
Fossile di Typhloesus wellsi

## Scoperta e classificazione
Rinvenuto e descritto da Melton e Scott nel 1973, il fossile di questo animale non venne compreso fino al 1990, quando Simon Conway Morris riscontrò diverse caratteristiche uniche. L'intestino cieco, ad esempio, pone un problema di non facile soluzione per la biologia di questo animale: un sistema digerente di questo tipo è tipico di organismi come gli cnidari o i platelminti (tutti animali a ridotte capacità motorie), e non si accorda con una forma idrodinamica come quella del tifloeso. La forma del corpo è molto simile a quella di un cordato primitivo, ma Conway Morris non riscontrò nessuna delle caratteristiche di questo phylum: notocorda, branchie e miotomi sono infatti assenti nel reperto fossile. Ancora oggi questo organismo è considerato uno dei numerosi enigmi del Paleozoico, così come Tullimonstrum, anch'esso del Carbonifero.

## Il mistero dei conodonti
La maggior parte degli esemplari di tifloeso sinora rinvenuti conserva all'interno della cavità intestinale numerosi conodonti; questo fatto comporta un vero e proprio enigma: nel giacimento di Bear Gulch, infatti, non esistono animali che possedevano conodonti. Se il tifloeso predava animali conodonti (come i fossili sembrerebbero indicare), secondo Conway Morris ciò violerebbe una legge basilare della natura: le prede dovrebbero essere in numero maggiore dei predatori, o quantomeno dovrebbero essere presenti nello stesso giacimento. Eppure a Bear Gulch vi sono oltre 50 esemplari di tifloeso e nessun animale conodonte.